# ゼイビア・スクラッグス
ゼイビア・ラデル・スクラッグス（Xavier Ladel Scruggs, 1987年9月23日 - ）は、アメリカ合衆国・カリフォルニア州ロサンゼルス郡ダイアモンドバー出身の元プロ野球選手（一塁手）。右投右打。

## 経歴

### プロ入りとカージナルス時代
2005年のMLBドラフト50巡目（全体1477位）でシアトル・マリナーズから指名されたが、契約せずにネバダ大学ラスベガス校へ進学した。
2008年のMLBドラフト19巡目（全体575位）でセントルイス・カージナルスから指名され、プロ入り。契約後、傘下のA-級バタビア・マックドッグスでプロデビューし、61試合に出場して打率.219・6本塁打・33打点の成績を残した。
2009年はA-級バタビアとA級クァッドシティズ・リバーバンディッツでプレーし、2球団合計で75試合に出場して打率.263・14本塁打・59打点・3盗塁の成績を残した。
2010年はA+級パームビーチ・カージナルスとAA級スプリングフィールド・カージナルスでプレーし、2球団合計で120試合に出場して打率.263・21本塁打・74打点・3盗塁の成績を残した。
2011年はA+級パームビーチでプレーし、117試合に出場して打率.260・21本塁打・63打点・4盗塁の成績を残した。
2012年はAA級スプリングフィールドでプレーし、130試合に出場して打率.235・22本塁打・91打点・8盗塁の成績を残した。
2013年はAA級スプリングフィールドでプレーし、133試合に出場して打率.248・29本塁打・81打点・11盗塁の成績を残した。
2014年はAAA級メンフィス・レッドバーズでプレーし、135試合に出場して打率.286・21本塁打・87打点・3盗塁の成績を残した。9月4日にメジャー契約を結んでアクティブ・ロースター入りし、同日のミルウォーキー・ブルワーズ戦でメジャーデビュー。この年メジャーでは9試合に出場して打率.200・2打点の成績を残した。
2015年もほとんどをAAA級メンフィスでプレーし、109試合に出場して打率.238・14本塁打・57打点・7盗塁の成績を残した。メジャーでは17試合に出場して打率.262・7打点・1盗塁の成績を残した。オフの11月6日にFAとなった。

### マーリンズ時代
2015年11月24日にマイアミ・マーリンズとマイナー契約を結んだ。
2016年は傘下のAAA級ニューオーリンズ・ゼファーズで開幕を迎え、8月19日にメジャー契約を結んで25人枠入りした。昇格翌日の8月20日のピッツバーグ・パイレーツ戦ではチャド・クールからメジャー初本塁打を放っている。この年メジャーでは24試合に出場して打率.210・1本塁打・5打点の成績を残した。10月18日にFAとなった。

### 韓国時代
2016年12月27日に、KBOのNCダイノスと1年契約総額100万ドルで契約した。韓国球界での登録名は「ジェビオ・スクロクス（재비어 스크럭스）」。
2017年は115試合に出場し、打率.300、チーム最多の35本塁打、111打点を記録。チームのプレーオフ進出に貢献した。
2018年は142試合に出場し、打率.257、26本、97打点の成績を残したが、シーズン終了後に自由契約となった。

### メキシカンリーグ時代
2019年6月21日にリーガ・メヒカーナ・デ・ベイスボルのユカタン・ライオンズと契約した。12月5日にFAとなった。

### 現役引退後
2021年にスポーツ専門チャンネルESPNのアナリストに就任した。
2022年からはMLBネットワークの若年層向け番組「Off Base」のレギュラー解説者を務めている。

## 詳細情報

### 年度別打撃成績
| 年 度    | 球 団    | 試 合 | 打 席 | 打 数 | 得 点 | 安 打 | 二 塁 打 | 三 塁 打 | 本 塁 打 | 塁 打 | 打 点 | 盗 塁 | 盗 塁 死 | 犠 打 | 犠 飛 | 四 球 | 敬 遠 | 死 球 | 三 振 | 併 殺 打 | 打 率 | 出 塁 率 | 長 打 率 | O P S |
| -------- | -------- | ----- | ----- | ----- | ----- | ----- | -------- | -------- | -------- | ----- | ----- | ----- | -------- | ----- | ----- | ----- | ----- | ----- | ----- | -------- | ----- | -------- | -------- | ----- |
| 2014     | STL      | 9     | 18    | 15    | 0     | 3     | 1        | 0        | 0        | 4     | 2     | 0     | 0        | 0     | 0     | 2     | 0     | 1     | 7     | 0        | .200  | .333     | .267     | .600  |
| 2015     | STL      | 17    | 43    | 42    | 5     | 11    | 2        | 0        | 0        | 13    | 7     | 1     | 0        | 0     | 0     | 0     | 0     | 1     | 10    | 2        | .262  | .279     | .310     | .589  |
| 2016     | MIA      | 24    | 69    | 62    | 1     | 13    | 3        | 0        | 1        | 19    | 5     | 0     | 0        | 0     | 0     | 5     | 0     | 2     | 20    | 1        | .210  | .290     | .306     | .596  |
| 2017     | NC       | 115   | 518   | 437   | 91    | 131   | 24       | 0        | 35       | 260   | 111   | 4     | 0        | 0     | 4     | 65    | 2     | 12    | 134   | 9        | .300  | .402     | .595     | .997  |
| 2018     | NC       | 142   | 571   | 501   | 75    | 129   | 35       | 0        | 26       | 242   | 97    | 3     | 2        | 0     | 3     | 55    | 2     | 12    | 144   | 14       | .257  | .343     | .483     | .826  |
| MLB：3年 | MLB：3年 | 50    | 130   | 119   | 6     | 27    | 6        | 0        | 1        | 36    | 14    | 1     | 0        | 0     | 0     | 7     | 0     | 4     | 37    | 3        | .227  | .292     | .303     | .595  |
| KBO：2年 | KBO：2年 | 257   | 1089  | 938   | 166   | 260   | 59       | 0        | 61       | 502   | 208   | 7     | 2        | 0     | 7     | 120   | 4     | 24    | 278   | 23       | .277  | .371     | .535     | .906  |

### 背番号
- 59 （2014年 - 2015年)
- 53 （2016年)
- 35 （2017年 - 2018年)